# Jelenský potok (dopływ Starohorskiego potoku)
Jelenský potok – potok będący dopływem Starohorskiego potoku na Słowacji. Wypływa w dolinie wcinającej się między północne zbocza szczytów Jelenská skala-luky (1031 m) i Krčahy (1129 m). Zasilany jest dwoma dopływami spływającymi spod północnych grzbietów tych szczytów. Najniżej położone ujście jednego z nich znajduje się na wysokości około 670 m przy leśniczówce Hajnička. Od tego miejsca potok spływa w kierunku północno-zachodnim. Nie uchodzi jednak bezpośrednio do Bystricy, jego koryto w Dolným Jelencu przegrodzono bowiem zaporą wodną elektrowni wodnej Dolný Jelenec. Przed zaporą powstał sztuczny zbiornik wodny.  Wypływający z zapory Jelenský potok po przepłynięciu około 200 m, na wysokości około 555 m n.p.m. uchodzi do Starohorskiego potoku jako jego lewy dopływ. 
Jelenský potok ma długość około 3 km. Cała jego zlewnia znajduje się w obrębie Starohorskich Wierchów. Wzdłuż jego koryta przebiega wąska asfaltowa droga. Dolna część zboczy potoku jest bezleśna, są to łąki i pola osady Dolný Jelenec. Nad potokiem znajdują się jej z rzadka rozrzucone domy. 

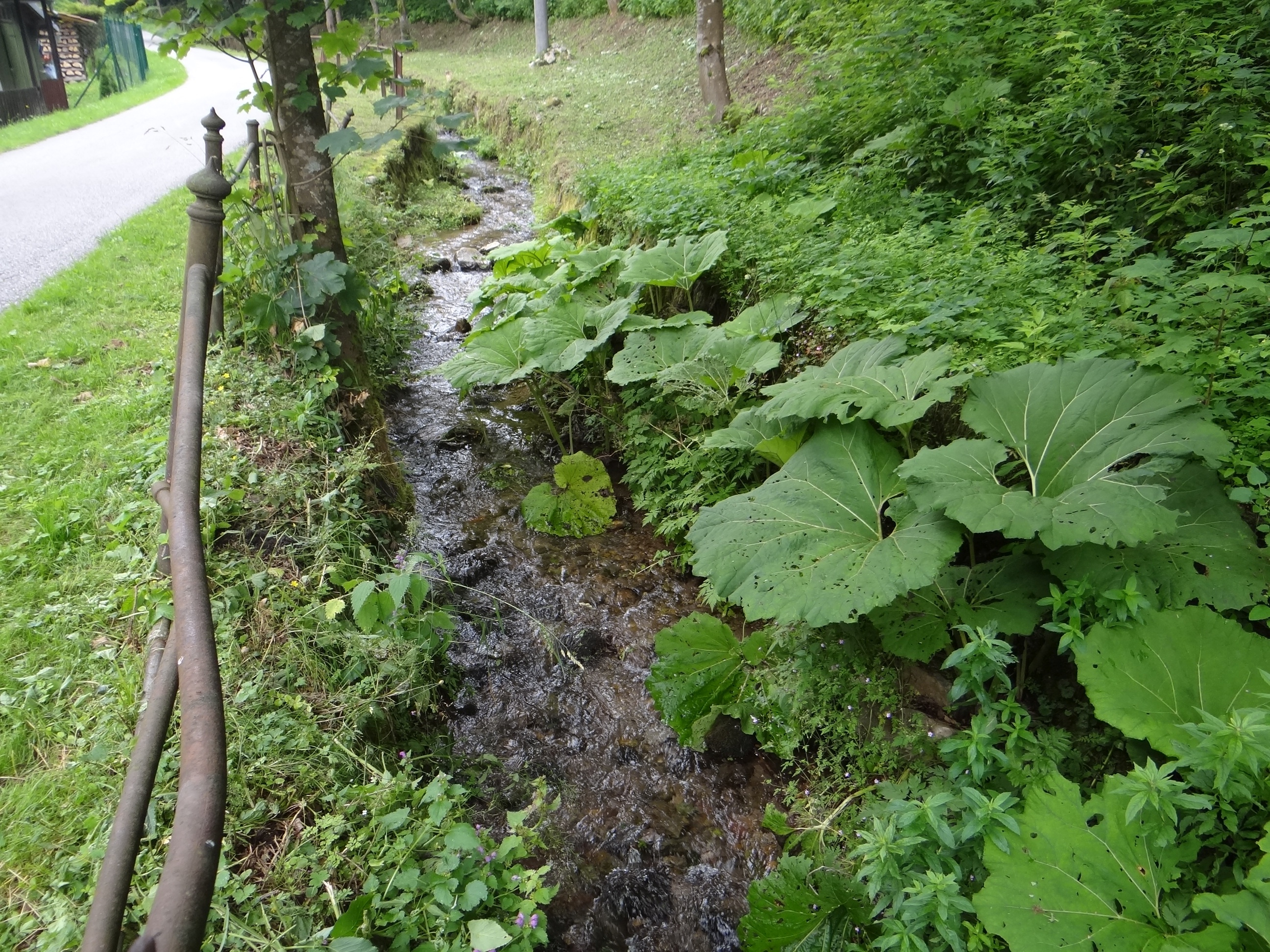
Jelenský potok przed zaporą
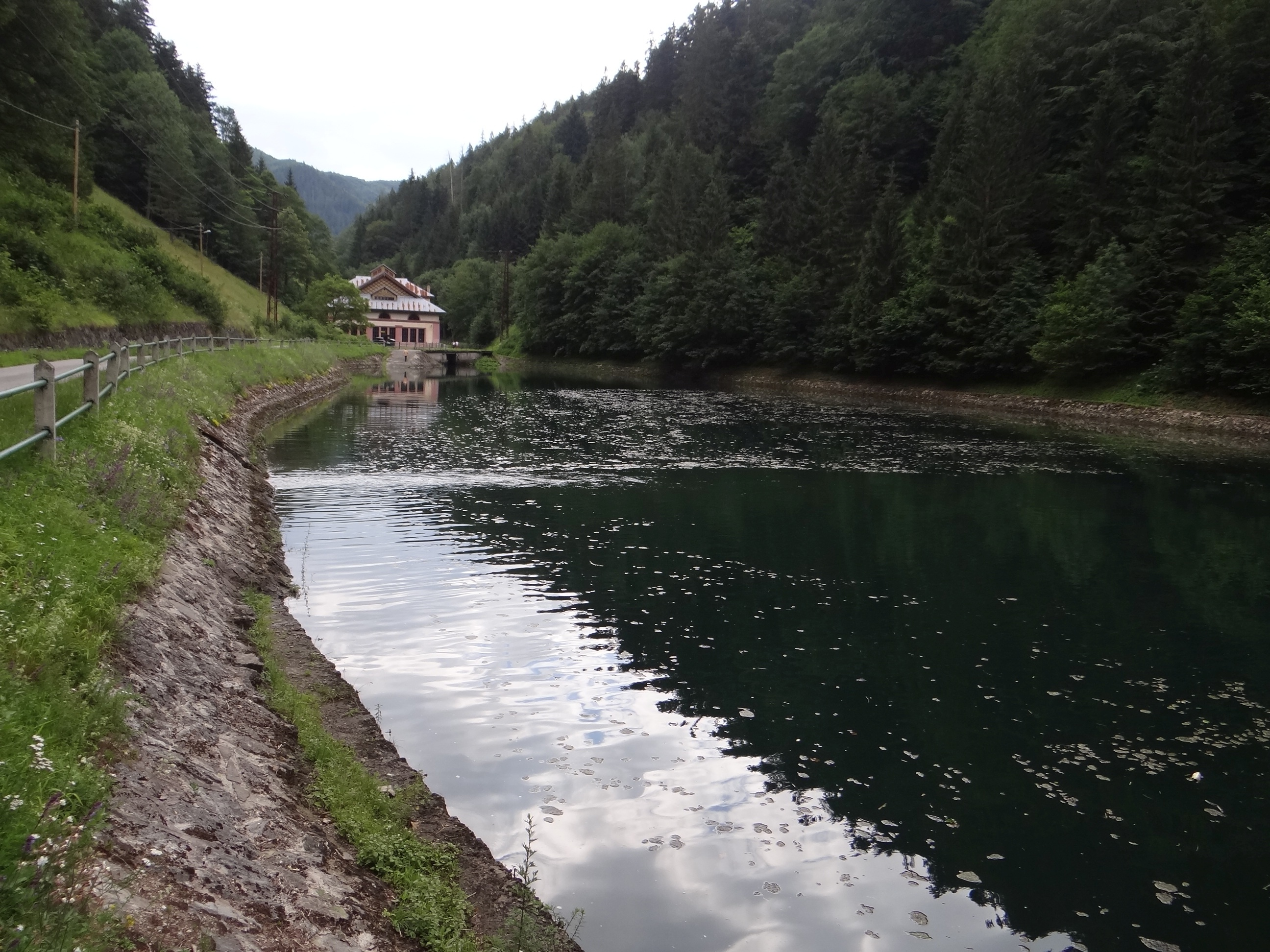
Zbiornik wodny przed zaporą
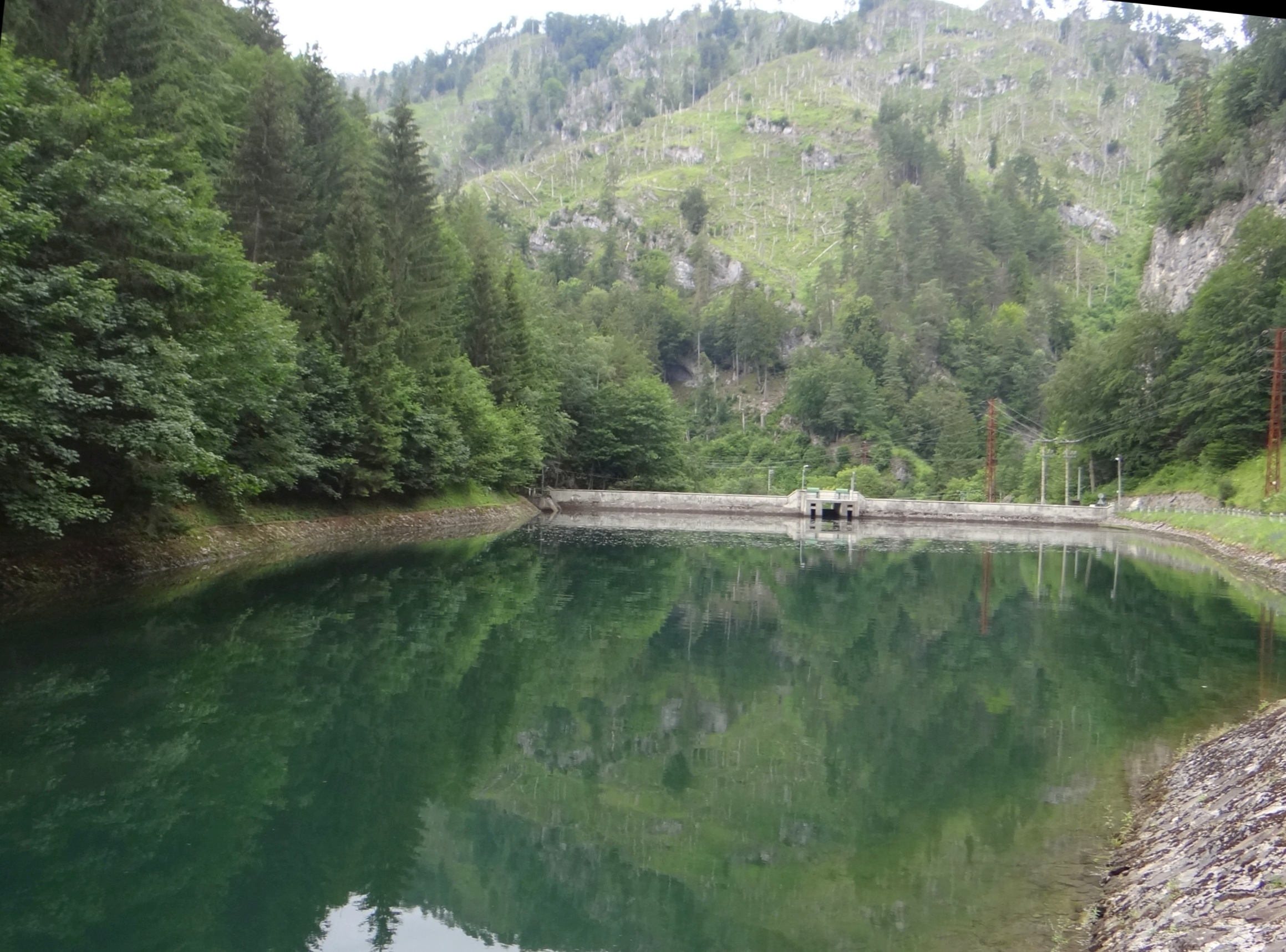
Zbiornik wodny przed zaporą